# Oberaletschbach
Der Oberaletschbach ist ein etwa 3,7 Kilometer langer Bach im Kanton Wallis, der auf 1511 m ü. M. der Massa, dem Abfluss des grossen Aletschgletschers zufliesst.

## Geographie

### Verlauf
Der Oberaletschbach ist der Abfluss des Oberaletschgletschers und beginnt auf etwa 2200 m ü. M. Das Gebiet ist umgeben von Bergen mit Höhen deutlich um 3000 m ü. M. Links befinden sich die Fusshörner, rechts das Sparrhoru. Im hinteren Teil des Gletschertals ist das Schinhorn. Der Bach legt seine kurze Reise südostwärts zurück, erreicht nach etwa 1 km die Baumgrenze, wobei das Tal selbst keine Bäume hat. Kurz darauf fliesst ihm ein kleiner Bach von links aus dem Tälli auf 1750 m ü. M. zu. Etwa 0,5 km darauf fliesst ihm wiederum von links der Drietschbach auf 1570 m ü. M. zu. Bereits 300 m später fliesst der Oberaletschbach schliesslich selbst der Massa auf 1511 m ü. M. von rechts zu.

### Einzugsgebiet
Das Einzugsgebiet des Oberaletschbachs hat eine Grösse von etwa 45 km². Der höchste Punkt im Einzugsgebiet ist auf 4112 m ü. M. am Aletschhorn.